# علم أمراض القلب والأوعية
علم أمراض القلب والأوعية أو الباثولوجيا القلبية الوعائية (بالإنجليزية: Cardiovascular pathology)‏ هو علم يدرس أمراض القلب والأوعية الدموية.

## التصلب الشرايين
التصلب العصيدي هو أكثر الأمراض الوعائية انتشارًا. ويرجع مصطلح «التصلب العصيدي» (atherosclerosis) إلى اللغة اليونانية، حيث ينقسم إلى مقطعين؛ athere (عصيدة) وscleros (تصلب).
يصيب التصلب العصيدي الشرايين المتوسطة أو الواسعة. ويظهر ميل التصلب العصيدي للشعب والانحناءات في نموذج التدفق. ففي حالات الجريان الصفحي مرتفع القص، مثل الانحناء الخارجي أو مقسم التدفق المتوسط يكون التصلب وقائيًا. وفي المقابل، يكون الفص منخفضًا في أحسن الأحوال على الجدران الجانبية (المتمثلة بشكلٍ كبير في التشعب السباتي)، وعادةً ما يصبح مضطربًا أو يصبح الجريان غير صفحي، حيث ينتج متجهات مذبذبة لإجهاد القص. كان جلاجوف (Glagov) رائدًا في أبحاث ذلك المجال في ثمانينيات القرن الماضي، وقد تم دراسة الآلية الجزيئية لتلك الأمراض مؤخرًا بالمزيد من التفصيل. 
يعتبر التصلب العصيدي السبب الرئيسي لقصور الشريان التاجي وضيق الشريان السباتي بسبب الانسداد أو الانصمام الخثاري. وأيضًا، قد يتسبب التصلب العصيدي في إقفار الشرايين الدماغية، وينتج عن ذلك ما يُعرف بالنوبات الإقفارية العابرة أو احتشاء الدماغ. ومن الممكن أن تنفجر أمهات الدم الأبهرية الباطنية الناتجة عن التصلب العصيدي، في المكان الذي يصبح فيه الشريان الرئيسي للبطن متسعًا بشكل غير طبيعي وبه جدار رقيق. ويُمكن تخفيف حدة نقص تروية الوعاء المحيطي (PVD)، والذي يسبب العرج المتقطع أو غنغرينة الأطراف وآلام الساقين عند المشي، عن الطريق الراحة فقط.
وتعد النوبات القلبية والسكتة الدماغية من الأعراض قليلة الحدوث للتصلب العصيدي. وفي الأغلب، تدل «النوبات القلبية» على الإصابة بـاحتشاء عضل القلب. كما أنها قد تستخدم أحيانًا كدليل على اضطراب النظم.
ويحدث الخثار التاجي (Coronary thrombosis) عادةً بسبب تمزق اللويحة. وفي هذه العملية، تعمل آفات التصلب العصيدي (المنطقة الغير طبيعية في الشريان) ذات البطانة الليفية الرقيقة الأكثر ضعفًا على زيادة الخلايا البلعمية، وتقليل خلايا العضلات الوعائية الملساء (والتي تنتج الكولاجين طبيعيًا).
وفي حالات تمزق اللويحة، يسبب التهاب اللويحة تآكل البطانة الليفية (الغطاء الليفي) حتى ينهار الغطاء (ربما يكون ذلك تحت ضغوط ميكانيكا الدم الإضافية)، وتخرج الفضلات النخرية التي تحتوي على عامل النسيج (tissue factor) في المجال النخري الشحمى حيث تتصل مباشرة بالدم. ويساعد ذلك على التخثر الذي يتسبب في إغلاق الشريان (الخثرة السادة). وقد تؤدي الشرايين المسدودة إلى توقف عضلة القلب بسبب قلة الغذاء والأكسيجين إذا لم يتم إعادة فتحها (انظر إعادة الإرواء (reperfusion)) عن طريق الأدوية أو التدخل التاجي عن طريق الجلد (PTCA، والمعروف أيضًا بالتدخل التاجي الابتدائي PCI (primary coronary intervention)) ويُعرف ذلك أيضًا باحتشاء عضلة القلب.
وتشمل عوامل الخطر الرئيسة للتصلب العصيدي؛ التدخين وارتفاع ضغط الدم وفرط شحميات الدم والسكري والسمنة، والتي تعد في حد ذاتها أحد عوامل الخطر التي قد تساعد في زيادة ارتفاع ضغط الدم وفرط شحميات الدم والسكري.
شهدت النظريات المتعلقة بأسباب التصلب العصيدي تطورًا كبيرًا على مدار السنين. يُنسب لعالم الباثولوجيا الألماني رودولف فيرشو (Rudolf Virchow) (1852) الفضل في التطور الحديث للنظريات المتعلقة بالمرض، حيث أشار فيرشو إلى أن السبب في حدوث التصلب العصيدي هو تراكم الدهون في الدم التي تتسرب إلى جدران الشرايين. وحديثًا، اتضح أن الدهون المشار إليها تشمل البروتينات الدهنية منخفضة الكثافة، والتي تحتوي على الكولسترول، وتتراكم تلك الدهون في جدران الأوعية الدموية في صورة متأكسدة أو مُعدلة (oxLDL). وعلاوة على ذلك، فإن تلك الأشكال غير الطبيعية للدهون دائمًا ما تكون التهابية بشدة، حيث تعمل على تحفيز خلايا الدم البيضاء التي تسمى الخلايا البلعمية. ويُعتقد أن البروتينات الدهنية منخفضة الكثافة المتأكسدة (OxLDL) «تخدع» البلاعم وتشجعها على التصرف كما لو كان هناك كائنات مسببة للأمراض، مما يسبب الكثير من التلف في جدار الوعاء الدموي المُصاب. ومن المعروف الآن، أن بطانة الأوعية الدموية تلعب دورًا رئيسًا في الإصابة بالتصلب العصيدي، وخصوصًا لأنها تربط عوامل الخطر في التصلب العصيدي بتسرب جدران الأوعية الدموية وتوظيف خلايا الدم البيضاء. ويطلق على تلك النظرية اسم «الاستجابة البطانية للإصابة» (endothelial response to injury).

## التهاب وعائي
الالتهاب الوعائي هو أحد التهابات الأوعية الدموية. يتسبب الالتهاب الوعائي، في معظم أشكاله، في تدمير جدران الأوعية الدموية، تحدث النخريات الفبرينية في أشكالٍ متعددة، وترتبط كلٌ منها بنوع معين من الأضداد الذاتية (autoantibody). حيث ترتبط الأجسام المضادة المقاومة للبطانة عادةً بالتهاب الشرايين تاكاياسو (Takayasu's arteritis)، كما ترتبط الأجسام المضادة السيتوبلازمية المضادة للعدلات (anti-neutrophil cytoplasmic antibodies) بالتهاب الشرايين العقدي المتعدد (polyarteritis nodosa) العياني والمجهري، أو بمتلازمة شيرغ ستراوس (Churg-Strauss syndrome).